# Servierwagen

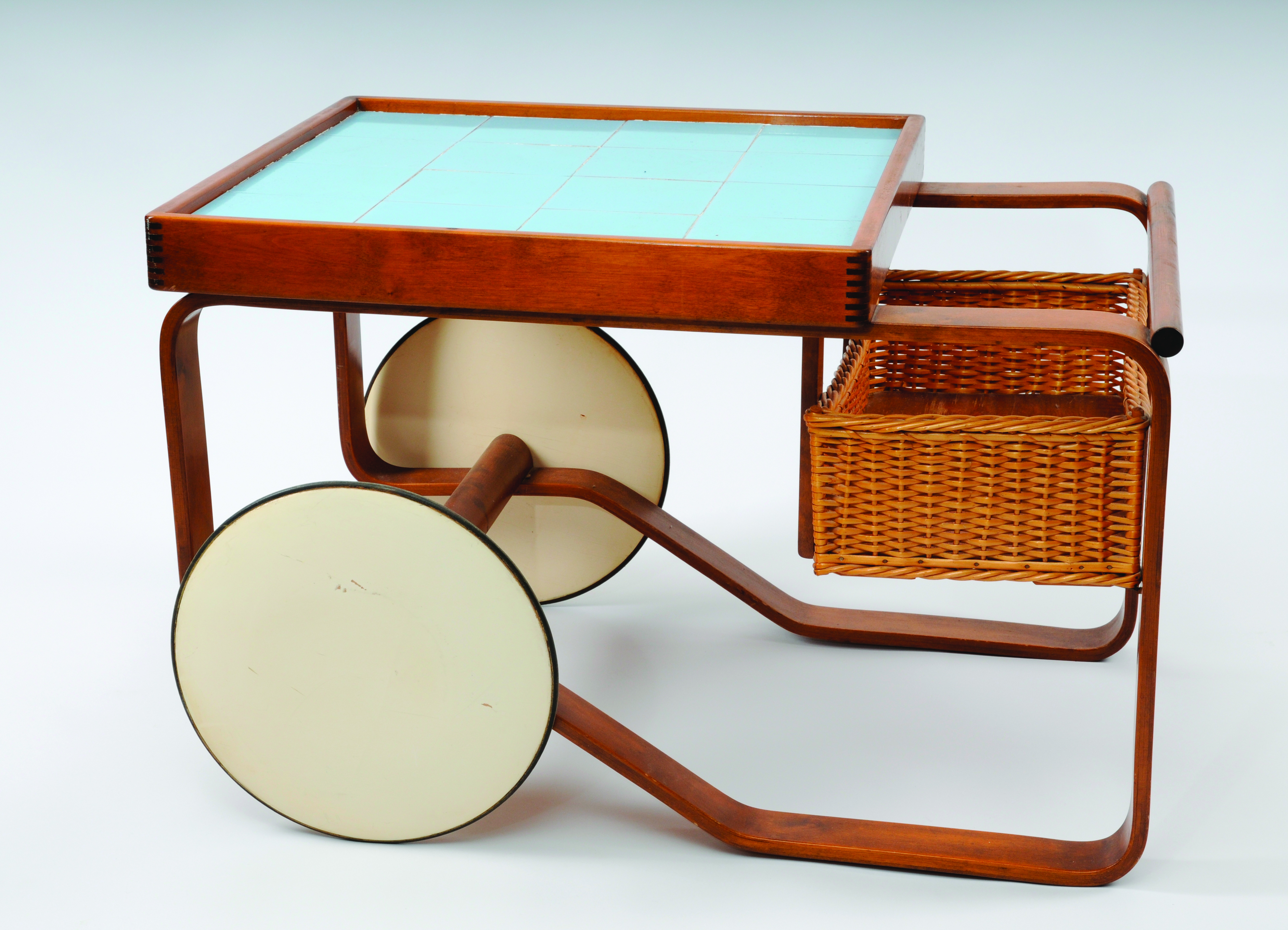
Ein Teewagen von Alvar Aalto, 1937

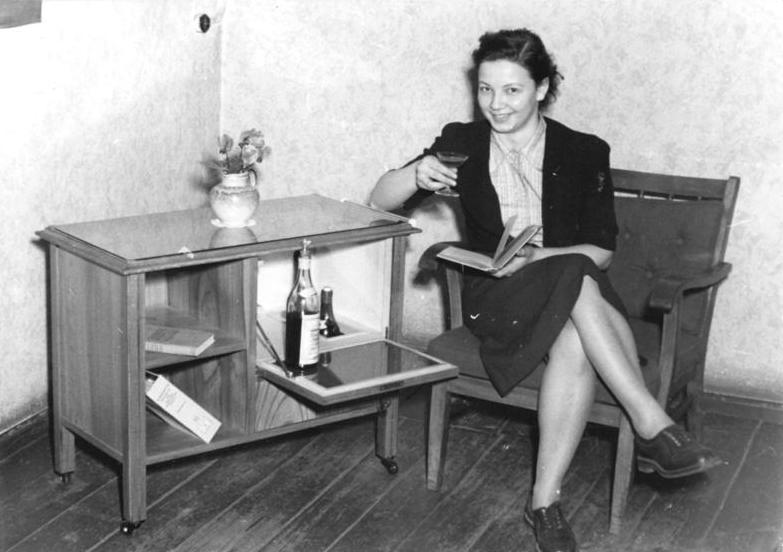
Ein Teewagen von 1954, wie er öfter auch in Hollywoodfilmen der Nachkriegszeit zu sehen war.

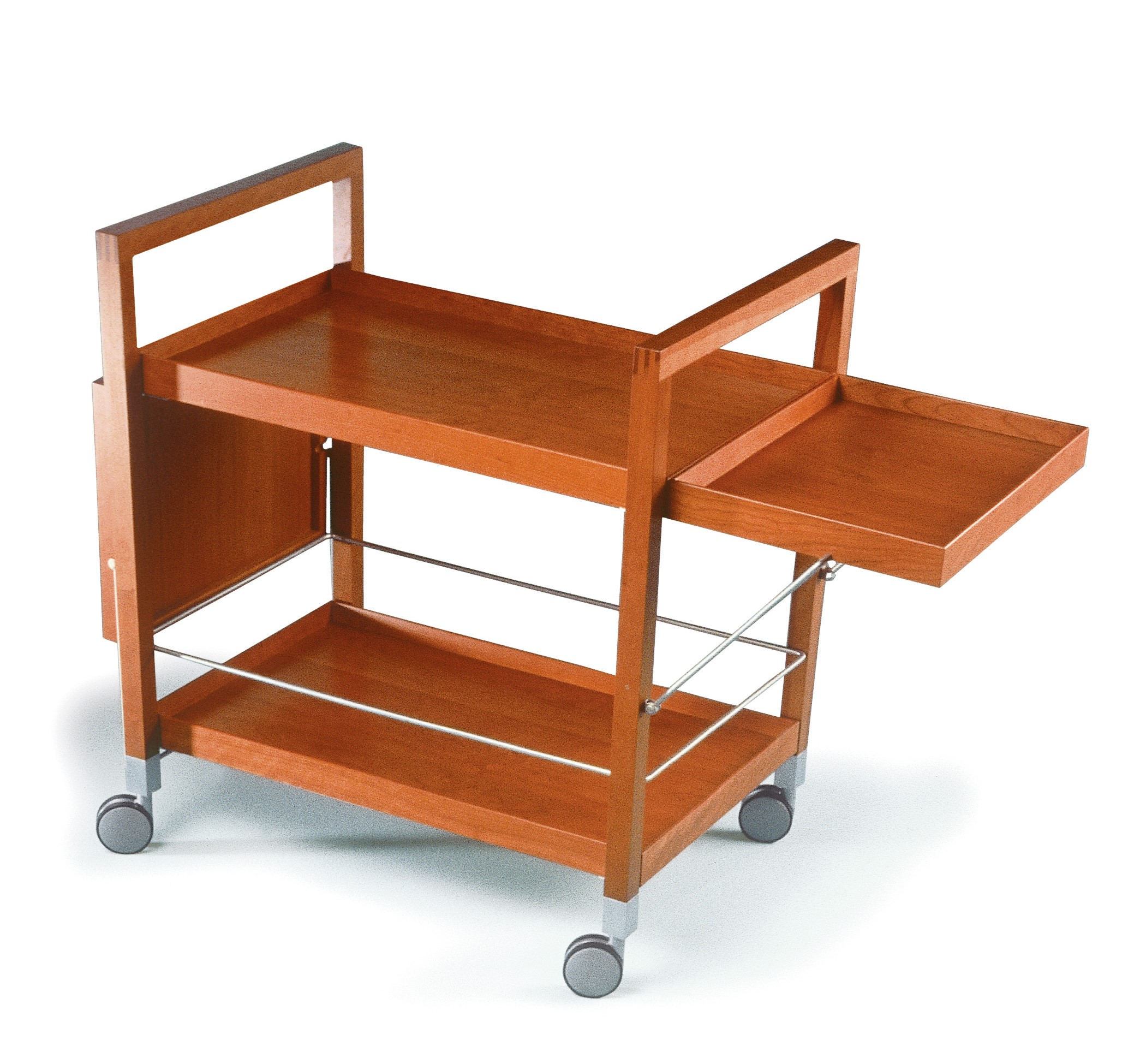
Moderner Teewagen von Dieter Sieger

Ein Servierwagen, auch Serviertisch, Dinett, Kaffeetisch, Teewagen oder Servante (frnz. Dienerin) genannt, ist ein Schiebetisch, häufig in der Form eines doppelstöckigen kleinen Regals auf Rädern oder Rollen, der zum Abstellen und Transportieren von Geschirr und Speisen dient.
Servierwägen bestehen aus Holz, Stahl, teils mit Glasböden, oder Plastik und besitzen zwei, drei oder vier Räder.
Servierwagen mit nur zwei hinteren Rädern müssen zum Fortbewegen angehoben werden. Drei- oder vierrädrige Wagen sind zur besseren Manövrierbarkeit meist an einer Seite mit Lenkrollen ausgestattet.
Historische Servierwagen hatten zumeist Speichenräder. 
Servierwagen haben oft einen vorderen oder seitliche Griffe zum Schieben. 
Serviertische können auch als Servierkasten, Anrichte oder Gueridon ohne Rollen ausgeführt sein. In manchen Restaurants werden zum Servieren der Speisen leichte Beistelltische oder Klappgestelle neben dem Tisch aufgestellt, auf denen dann ein größeres Tablett abgelegt werden kann.
Ein Servierwagen wird in der Küche oder Hausbar genutzt, sowie in Restaurants, Krankenhäusern und Altenheimen und als Minibar in Zügen ohne Speisewagen. 
Repräsentative Servierwagen dienen auch der Verschönerung und Dekoration des Wohnzimmers bzw. Salons.
Größere Servierwagen werden als mobiler Verkaufsstand für den Straßenverkauf und mobile Garküchen genutzt. Siehe auch: Street Food.

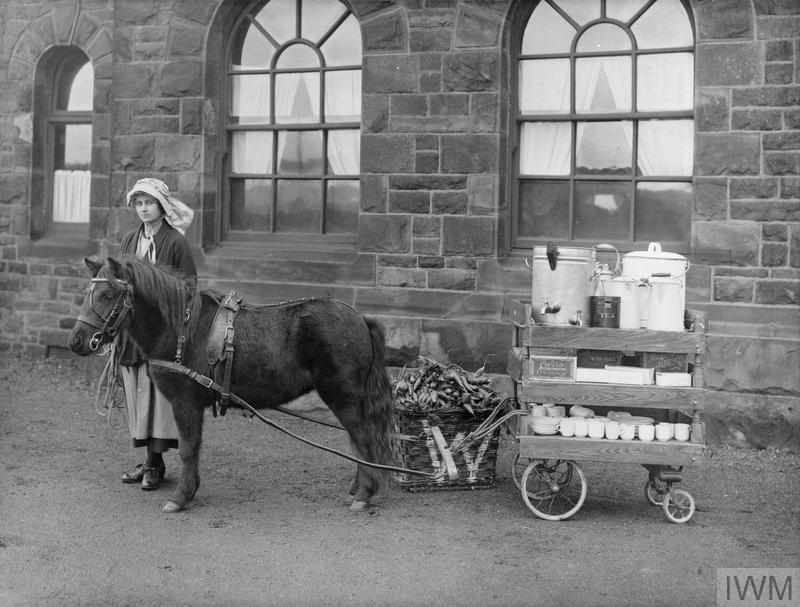
Servierwagen zum Ausschank von Tee an Arbeiter während des Ersten Weltkriegs in Lancaster, England

|                                                                                                  |
| Servierwagen Dinett des Solinger Herstellers Bremshey, 1960er Jahre, auf-, halb- und zugeklappt. |